# Eos (revista)

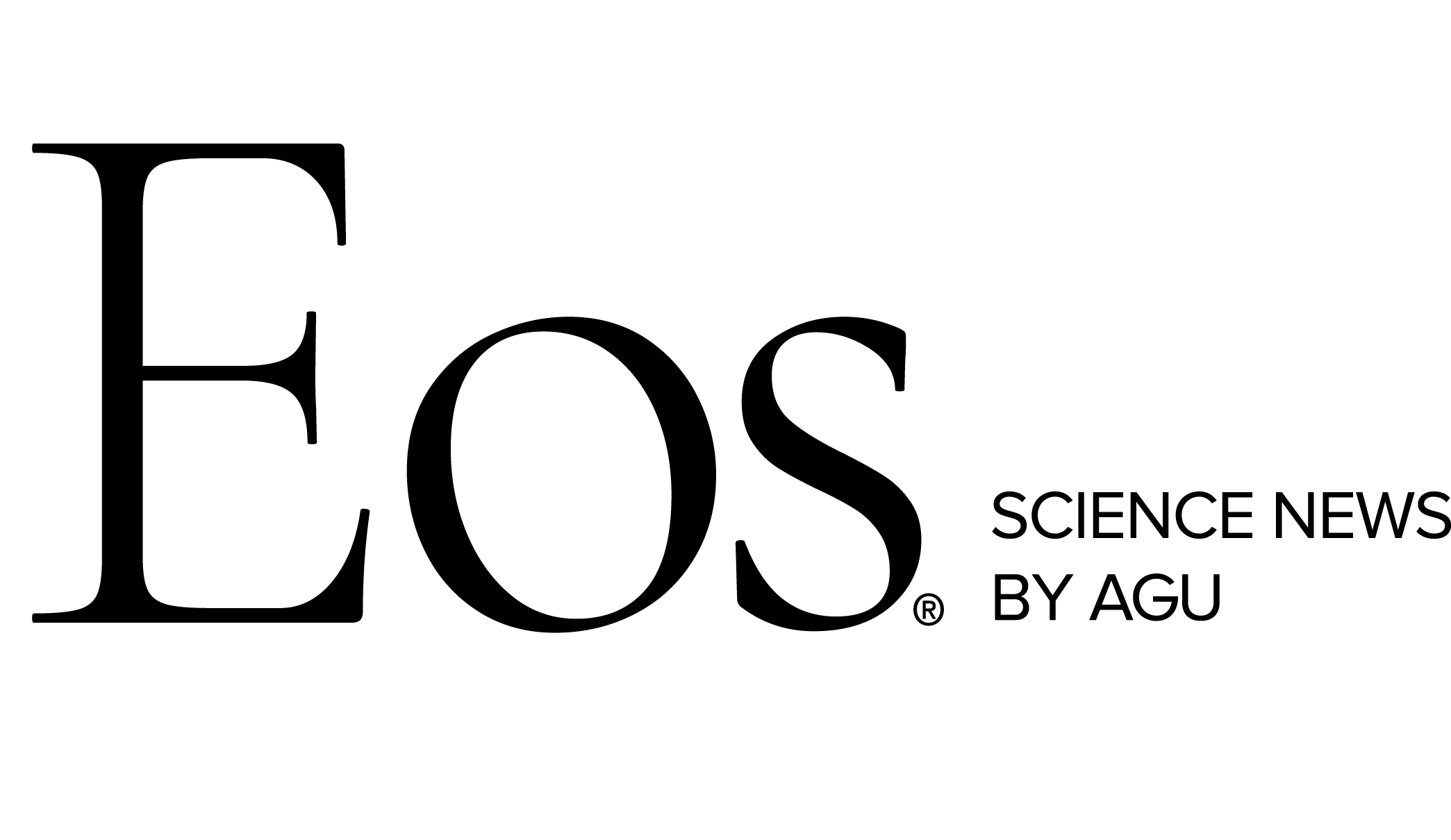
Logotipo de la revista

Eos Earth & Space Science News, es una revista semanal de ciencia de Tierra publicada por la editorial John Wiley & Sons para la Unión Geofísica Americana (AGU). La revista publica noticias, reseñas de libros, actas de reuniones, anuncios de subvenciones, ofertas de empleo, así como artículos con revisión por pares acerca de actualidad e investigación en el área de geociencia y cuestiones sociales y políticas. Desde 2015 está publicado en forma de magacine  y disponible electrónicamente. Una vez al año se publica un libro con los artículos, noticias y editoriales más destacados. Eos acepta también la publicación de anuncios clasificados.
Todos los números de la revista Eos desde 1997 están abiertos al público para su lectura gratuita.
La revista EOS se encuentra indexada en los sistemas GeoRef, GEOBASE, Scopus, PubMed, y otras bases de datos.